# Palacio de los Condes de Cocentaina
El palacio de los Condes de Cocentaina se encuentra situado en Cocentaina (Alicante), Comunidad Valenciana, España. Es un edificio civil de estilo gótico valenciano y renacentista. 
Construido sobre un antiguo edificio musulmán del siglo XII. El primer edificio gótico fue construido en la segunda mitad del siglo XIII por el gran Almirante de la Corona de Aragón, Roger de Lauria, primer señor feudal de la Villa de Cocentaina. En la segunda mitad del siglo XV, cuando Cocentaina pasa a ser Condado y propiedad de la familia Corella, se realizan grandes obras de reforma y ampliación dándole el aspecto que vemos hoy en día.
En el Patio existe en su lado sur la única parte que se construyó del claustro que debería recorrerlo todo, consta de cinco vanos arquivoltados en semi columnas de fuste liso sobre pedestal. Esta obra clasicista data de finales del siglo XVI o principios del siglo XVII.
De este Palacio tenemos que destacar por su importancia artística y arquitectónica la Capilla de San Antonio Abad, donde tuvo lugar el milagro de la Virgen, es una pequeña pero interesante capilla. Estancia decorada por los Corellas como lo recuerdan sus armas, situadas en las tres claves de la bóveda de crucería que dividida en tres tramos la cubre. Aunque el sistema de cubrición es todavía gótico, la decoración es completamente renacentista.
Contiene un retablo de principios del siglo XVII obra del pintor contestano Nicolás Borrás; este consta de nueve tablas, en la central y sobre una Virgen del Milagro ajena al mismo está representado San Antonio Abad, patrono de la capilla. La parte arquitectónica de este retablo es de madera tallada y dorada cubierta de grutescos. Existen referencias documentales de esta capilla a partir del siglo XIV.
La Sala Dorada, situada en el piso principal de la torre del Homenaje (la que hace esquina a la plaza del Mercado y a la calle de Los Dolores) está cubierta por una bóveda de crucería cuyas nervaduras dejan trece espacios, en los cuales están pintados al óleo los primeros Reyes de Navarra, de los que creían descender los Corella, su escudo nobiliario, y otros símbolos heráldicos, como la serpiente con cabeza de mujer. En uno de los cuatro lunetos se puede observar al Rey Jaume I ante los muros de Valencia y en los otros escenas de batallas. Todas estas pinturas pueden fecharse hacia el siglo XVII, la mayoría de las imágenes se refieren a la ascendencia real de los Corella.
Los llamados Salones de Embajadores pueden servir como ejemplo de decoración renacentista. Estos salones en número de cuatro, ocupan toda el ala este y se iluminan cada uno de ellos con un balcón que se abre al Pla, excepto el último salón, que es el mayor, el cual tiene otro balcón que da al patio. Su disposición, uno a continuación del otro, es la usual en los palacios de la época. Los azulejos del suelo pintados en azul, son una reproducción exacta del antiguo pavimento gótico. El artesonado formado por vigas de madera tallada y artesones de yeso esculpido, es plenamente renacentista, sus relieves, representan aves fantásticas y elementos vegetales o grutescos, están inspirados en las láminas de los libros sobre arquitectura que procedentes de Italia circulaban por toda Europa.
Precisamente en el ángulo de uno de estos salones se abre una pequeña puerta que conduce a una escalera de caracol; al bajarla encontramos otra puerta, que da acceso a la Tribuna de los Condes. Es una pequeña habitación con una gran abertura a modo de ventana desde la cual se domina la Capilla de San Antonio Abad.